# Serhij Petrenko
Serhij Volodymyrovytj Petrenko (ukrainska: Сергій Володимирович Петренко, ryska:  Сергей Петренко: Sergej Petrenko), född den 8 december 1956 i Chmelnytskyj, Ukrainska SSR, Sovjetunionen, är en sovjetisk kanotist.
Han tog OS-guld i C-2 1000 meter och OS-guld i C-2 500 meter i samband med de olympiska kanottävlingarna 1976 i Montréal.